# Munnopsis bispinosus
Munnopsis bispinosus är en kräftdjursart som beskrevs av Brian Frederick Kensley 1977. Munnopsis bispinosus ingår i släktet Munnopsis och familjen Munnopsidae. Inga underarter finns listade i Catalogue of Life.